# Dibrivka, Dubno
Dibrivka (în ucraineană Дібрівка) este un sat în comuna Prîvilne din raionul Dubno, regiunea Rivne, Ucraina.

## Demografie
Componența lingvistică a localității Dibrivka
     Ucraineană (98,88%)
     Alte limbi (0,89%)
Conform recensământului din 2001, majoritatea populației localității Dibrivka era vorbitoare de ucraineană (98,88%), existând în minoritate și vorbitori de alte limbi.